# Elia Dalla Costa
Elia Dalla Costa (14 de maig de 1872 - 22 de desembre de 1961) fou una prelat i cardenal catòlic italià que va exercir com a arquebisbe de Florència des de 1931 fins a la seva mort. Dalla Costa va ser bisbe de Pàdua des de 1923 fins a 1931 quan va ser traslladat a Florència; va ser elevat a cardenal el 13 de març de 1933. Dalla Costa fou un acèrrim antifeixista i anticomunista i va ser conegut sobretot per oferir refugi als jueus durant la Segona Guerra Mundial i proporcionar documentació falsa a altres per fugir de la persecució.
Dalla Costa es va destacar per la seva profunda fe i santedat i es va convertir en una figura venerada a Florència. Va ser considerat "papable" en el conclave de 1939 ja que era considerat un prelat pastoral i apolític amb un fort sentit de la fe. L'any 2012 l'organització Iad va-Xem el va nomenar "Just entre les nacions" a causa de salvar la vida dels jueus durant l'Holocaust amb un gran risc per a ell mateix.
La causa de la seva beatificació es va obrir dues dècades després de la seva mort l'any 1981 i va ser titulat com a servent de Déu; va ser nomenat venerable després que el papa Francesc confirmés la seva virtut heroica.

## Procés de beatificació
La causa per a la canonització de Dalla Costa es va obrir el 26 de gener de 1981 sota el papat de Joan Pau II després que la Congregació per a les Causes dels Sants emetés l'edicte de "nihil obstat" (res en contra de la causa) i el titulés Servant de Déu. El 22 de desembre de 1981 es va obrir i tancar la fase diocesana de la causa. Aquesta investigació es va fer a l'arxidiòcesi de Florència i el C.C.S. posteriorment va validar aquesta investigació el 19 de novembre de 1993 abans de rebre l'expedient positio de la postulació l'any 2007. Aquest dossier era un extens recull de documents i testimonis recollits al llarg del procés diocesà.
La junta de teòlegs va assentir a la continuació de la causa després d'investigar l'expedient en la seva reunió celebrada el 29 de novembre de 2016 mentre els cardenals i bisbes membres del C.C.S. també ho va aprovar més tard el 2 de maig de 2017. Dalla Costa va ser nomenat Venerable el 4 de maig de 2017 després que el papa Francesc confirmés que el difunt cardenal havia viscut una vida cristiana model de virtut heroica.